# Yeşilyurt, Taşköprü
Yeşilyurt là một xã thuộc huyện Taşköprü, tỉnh Kastamonu, Thổ Nhĩ Kỳ. Dân số thời điểm năm 2008 là 170 người.